# Grosser Preis des Kantons Aargau
Der Grosse Preis des Kantons Aargau ist ein Radrennen in der Schweiz. Es findet im Ort Gippingen (Gemeinde Leuggern) im Norden des Kantons Aargau statt und ist das bedeutendste Eintagesrennen der Schweiz.
Das erstmals 1964 durchgeführte Rennen wurde vom Weltverband UCI in die UCI Europe Tour eingeteilt. Der Grosse Preis ist der Höhepunkt der Gippinger Radsporttage, einem dreitägigen Anlass mit Volksfestcharakter. Das Rennen findet auf einem anspruchsvollen, 12,1 km langen Rundkurs statt, der 15 Mal befahren werden muss.
Von 1983 bis 2001 sowie von 2013 bis 2015 wurde der Grosse Preis auch für Frauen ausgerichtet. Zuletzt hatte das Rennen die UCI-Kategorie 1.2.
Das Rennen 1964 fand noch nicht unter dem Namen «Grosser Preis des Kantons Aargau» statt.

## Palmarès

### Männer
| Jahr | Sieger                       | Zweiter                        | Dritter                     |          |
| ---- | ---------------------------- | ------------------------------ | --------------------------- | -------- |
| 1964 | Jan Lauwers                  | Georges Vandenberghe           | Sylvain Henckaerts          |          |
| 1965 | Jean Stablinski              | Dieter Kemper                  | Werner Weber                |          |
| 1966 | Wilfried Peffgen             | Tom Simpson                    | Dieter Kemper               |          |
| 1967 | Edward Sels                  | Herman Vrancken                | Gianpiero Macchi            |          |
| 1968 | Willy Vekemans               | Etienne Buysse                 | Pierre Vreys                |          |
| 1969 | Walter Godefroot             | Erich Spahn                    | Jean Ronsmans               |          |
| 1970 | Erik De Vlaeminck            | Frans Kerremans                | Maurice Dury                |          |
| 1971 | Michel Périn                 | Jean-Pierre Berckmans          | Wim Prinsen                 |          |
| 1972 | Georges Pintens              | Karl-Heinz Muddemann           | Arthur Van De Vijver        |          |
| 1973 | Marino Basso                 | Herman Van Springel            | Alessio Peccolo             |          |
| 1974 | Giacinto Santambrogio        | Marcello Osler                 | Martín Emilio Rodríguez     |          |
| 1975 | André Dierickx               | Dietrich Thurau                | Valerio Lualdi              |          |
| 1976 | Roy Schuiten                 | Jan Raas                       | Pol Verschuere              |          |
| 1977 | Dietrich Thurau              | Michel Pollentier              | Roland Salm                 |          |
| 1978 | Simone Fraccaro              | Paul Wellens                   | Francesco Moser             |          |
| 1979 | Giuseppe Saronni             | Claudio Torelli                | Paul Wellens                |          |
| 1980 | Patrick Pevenage             | Willy Teirlinck                | Piet van Katwijk            |          |
| 1981 | Daniel Gisiger               | Philippe Vandeghinste          | Luciano Rui                 |          |
| 1982 | Jacques Hanegraaf            | Adrie van der Poel             | Luc Govaerts                |          |
| 1983 | Siegfried Hekimi             | Bernard Gavillet               | Daniel Gisiger              |          |
| 1984 | Ferdi Van Den Haute          | Jozef Lieckens                 | Pierino Gavazzi             |          |
| 1985 | Urs Freuler                  | Erich Mächler                  | Giuseppe Martinelli         |          |
| 1986 | Frank Hoste                  | Peter Stevenhaagen             | Gilbert Glaus               |          |
| 1987 | Adrie van der Poel           | Frans Maassen                  | Othmar Häfliger             |          |
| 1988 | Arjan Jagt                   | Flavio Chesini                 | Frank Hoste                 |          |
| 1989 | Paolo Rosola                 | Urs Freuler                    | Stephan Joho                |          |
| 1990 | Adrie van der Poel           | Werner Wüller                  | Carlo Bomans                |          |
| 1991 | Sammie Moreels               | Etienne De Wilde               | Rudy Verdonck               |          |
| 1992 | Uwe Ampler                   | Dominique Arnould              | Dante Rezze                 |          |
| 1993 | Gianni Bugno                 | Claudio Chiappucci             | Prudencio Indurain          |          |
| 1994 | Pascal Richard               | Armand de Las Cuevas           | Rudy Verdonck               |          |
| 1995 | Pascal Richard               | Arvis Piziks                   | Steffen Wesemann            |          |
| 1996 | Fabrizio Guidi               | Abraham Olano                  | Bjarne Riis                 |          |
| 1997 | Udo Bölts                    | Andreï Tchmil                  | Dmitri Konyschew            |          |
| 1998 | Michele Bartoli              | Sergei Walerjewitsch Iwanow    | Oscar Camenzind             |          |
| 1999 | Romāns Vainšteins            | Gabriele Missaglia             | Gorazd Štangelj             |          |
| 2000 | Steffen Wesemann             | Stefano Garzelli               | Laurent Dufaux              |          |
| 2001 | Karsten Kroon                | Alberto Elli                   | Jakob Piil                  |          |
| 2002 | Giuseppe Palumbo             | Alberto Ongarato               | Paolo Lanfranchi            |          |
| 2003 | Martin Elmiger               | Paolo Bettini                  | Sergei Walerjewitsch Iwanow |          |
| 2004 | Matteo Tosatto               | Markus Zberg                   | Martin Elmiger              |          |
| 2005 | Alexandre Moos               | Jan Ullrich                    | Marcel Strauss              |          |
| 2006 | Beat Zberg                   | Nick Nuyens                    | Grégory Rast                |          |
| 2007 | John Gadret                  | Raffaele Ferrara               | Tomasz Marczyński           |          |
| 2008 | Lloyd Mondory                | Martin Elmiger                 | Thomas Lövkvist             |          |
| 2009 | Peter Velits                 | Ben Hermans                    | Heinrich Haussler           |          |
| 2010 | Kristof Vandewalle           | Emanuele Sella                 | Heinrich Haussler           |          |
| 2011 | Michael Albasini             | Giovanni Visconti              | Stefan Schumacher           |          |
| 2012 | Sergei Sergejewitsch Lagutin | Wladimir Nikolajewitsch Gussew | Georg Preidler              |          |
| 2013 | Michael Albasini             | Jonathan Hivert                | Marco Frapporti             |          |
| 2014 | Simon Geschke                | Silvan Dillier                 | Jérôme Baugnies             |          |
| 2015 | Alexander Kristoff           | Michael Albasini               | Davide Appollonio           |          |
| 2016 | Giacomo Nizzolo              | Andrea Pasqualon               | David Tanner                |          |
| 2017 | Sacha Modolo                 | John Degenkolb                 | Niccolò Bonifazio           |          |
| 2018 | Alexander Kristoff           | Francesco Gavazzi              | Marco Canola                |          |
| 2019 | Alexander Kristoff           | Andrea Pasqualon               | Reinardt Janse van Rensburg |          |
| 2020 | abgesagt                     | abgesagt                       | abgesagt                    | abgesagt |
| 2021 | Ide Schelling                | Rui Costa                      | Esteban Chaves              |          |
| 2022 | Marc Hirschi                 | Maximilian Schachmann          | Andreas Kron                |          |
| 2023 | Thibau Nys                   | Marc Hirschi                   | Pello Bilbao                |          |
| 2024 | Maxim Van Gils               | Alberto Bettiol                | Roger Adrià                 |          |
| 2025 | Neilson Powless              | Thibau Nys                     | Jan Christen                |          |

### Frauen
(nicht in allen Jahren ausgetragen)
| - 2015 Anouska Koster - 2014 Katarzyna Niewiadoma - 2013 Dalia Muccioli - 2001 Yvonne Schnorf - 2000 Priska Doppmann - 1999 Nataliya Yuhanyuk - 1998 Monica Bandini - 1997 Barbara Heeb - 1996 Tanja Klein - 1995 Barbara Heeb - 1994 Tamara Poljakowa | - 1993 Luzia Zberg - 1992 Marina Prudnikova - 1991 Barbara Ganz - 1990 Martina Hoffmann - 1989 Edith Schönenberger - 1988 Evelyne Müller - 1987 Edith Schönenberger - 1986 Brigitte Gschwend - 1985 Evelyne Müller - 1984 Jolanda Kalt - 1983 Stefania Carmine |